# ドクター・スミス問題
ドクター・スミス問題（ドクター スミスもんだい）とは、人の思い込みを試す心理学の問題である。

## 内容
以下の設定のとき、ドクター・スミスと少年との関係を答えさせるもの。

## 解答
様々な解釈が可能であり”正解”は無いが、ドクター・スミスは少年の母親である（事故で亡くなった父親の妻）と考えるのが最もシンプルである。しかし、ジェンダーステレオタイプから、有能な外科医であるドクター・スミスは男性だろうと無意識のうちに思い込むことにより、上記の答えを導くことが困難な問題である。